# Coptoclavidae
De Coptoclavidae zijn een familie van uitgestorven kevers. De familie is voor het eerst wetenschappelijk beschreven in 1961 door Ponomarenko.

## Taxonomie
De familie is als volgt onderverdeeld:
- Onderfamilie Necronectinae Ponomarenko, 1977  †
- Onderfamilie Charonoscaphinae Ponomarenko, 1977  †
- Onderfamilie Coptoclavinae Ponomarenko, 1961  †
- Onderfamilie Coptoclaviscinae Soriano, Ponomarenko and Delclos, 2007  †
- Onderfamilie Hispanoclavinae Soriano, Ponomarenko and Delclos, 2007  †